# 야마시타 야스히로
야마시타 야스히로(일본어: 山下 泰裕, 1957년 6월 1일~)는 일본의 전직 유도 선수로 현재 일본 올림픽 위원회의 회장을 맡고 있다.
유도 역사상 가장 위대한 선수 중 한 명으로 간주되며 1984년 하계 올림픽에서 헤비급 금메달을 획득했고, 세계 선수권 대회에서 금메달 4개를 획득했다. 특히 1981년 세계 선수권 대회에서 헤비급과 무제한급 두 체급 모두 제패하며 국제 유도계에 명성을 떨쳤다.

## 경력
구마모토현 야마토정 출신이다. 초등학교 시절에 유도를 시작한 야마시타는 도카다이 사가미 고등학교를 졸업한 후, 1964년 하계 올림픽 금메달리스트 이노쿠마 이사오와 1967년 세계 선수권 대회 우승자 사토 노부유키의 지도 아래 지속적으로 활약하였다.
1977년부터 1985년까지 9개의 국내 선수권을 우승하였고, 1979년 12월 프랑스 파리에서 열린 1979년 세계 선수권 대회에서 프랑스의 장뤼크 루제를 꺾으며 헤비급 부문 우승을 차지했다. 특히 1981년 9월 네덜란드 마스트리흐트에서 열린 1981년 세계 선수권 대회에서 헤비급과 무제한급을 전부 우승했는데, 이는 1972년 하계 올림픽에서 빔 뤼스카가 한 대회에서 두 체급을 우승한 기록과 쌍벽을 이루는 성과이다.
소련의 모스크바에서 열리는 1980년 하계 올림픽의 유력한 우승 후보였으나 일본의 올림픽 보이콧으로 참가하지 못했으며, 4년 후인 1984년에 로스앤젤레스에서 열린 1984년 하계 올림픽에 참가하여 무제한급 결승전에서 이집트의 무함마드 알리 라슈완을 꺾고 금메달을 획득하였다.
그 동안 선수 생활을 하면서 여러 부상을 겪은 후 1985년 6월 17일 28세의 나이로 은퇴하였고 은퇴 후에 유도 강사를 지내다가 2003년 9월 국제 유도 연맹의 교육 지배인이 되었다. 이후 2018년에 일본 올림픽 위원회 소속으로 2018년 동계 올림픽 일본 선수단 부단장을 맡았다.